# Yves Rousseau
Yves Rousseau (* 31. Januar 1961) ist ein französischer Jazz-Bassist und Komponist.

## Leben und Wirken
Rousseau studierte, beeinflusst von Pierre Michelot und Patrice Caratini, von 1982 bis 1987 Kontrabass bei Jacques Cazauran am CNR in Versailles; erste Aufnahmen entstanden 1988 mit Senem Diyici und 1989 mit Okay Temiz. Nachdem er bereits 1984 zum Deutsch-französischen Jazz-Ensemble gehörte (damals geleitet von Albert Mangelsdorff und Jean-François Jenny-Clark) leitete er dieses Ensemble von 1990 bis 1993 mit Mangelsdorff. Dann spielte er mit Franck Tortiller und Pierre Tiboum Guigno im Trio a Boum, aus dem sich ein Trio mit Tortiller und Patrick Vignon entwickelte (Les Jours De Fête: Hommage à Jacques Tati, 1994). Er arbeitete in den 1990er-Jahren außerdem in den Formationen von Sylvain Kassap, Alain Blesing, Jacques Mahieux, Jean-Marc Padovani, Bertrand Renaudin, und Jean-Rémy Guédons Archimusic, dem er auch im nächsten Jahrzehnt angehörte. 1999 gründete er sein Quartet mit Christophe Marguet, Jean-Marc Larché und Régis Huby (Fées et Gestes 2000, Sarsara 2004). 2007 bildete er das Sextett Poète, vos papier..., für das er Kompositionen schrieb, eine Hommage an Léo Ferré. Im Bereich des Jazz war er zwischen 1988 und 2006 an 17 Aufnahmesessions beteiligt, darunter auch mit Kudsi Ergüner. 1010 legte er das Album Fragments vor.
Zwischen 2003 und 2008 lehrte er am Konservatorium in Metz Jazzbass und Ensemblespiel.